# Closteropus blandus
Closteropus blandus är en skalbaggsart som beskrevs av Guérin-Méneville 1844. Closteropus blandus ingår i släktet Closteropus och familjen långhorningar. Inga underarter finns listade i Catalogue of Life.